# گریتر ورنن
گریتر ورنن (به انگلیسی: Greater Vernon) یک منطقهٔ مسکونی در کانادا است که در بریتیش کلمبیا واقع شده‌است. گریتر ورنن ۱٬۰۴۰٫۸۲ کیلومتر مربع مساحت دارد ۳۸۰ متر بالاتر از سطح دریا واقع شده‌است.